# Parc urbain national de la Rouge
Le parc urbain national de la Rouge (anglais : Rouge National Urban Park) est un parc urbain national situé en Ontario, au Canada. Le parc est centré sur la rivière Rouge et ses affluents dans la région du Grand Toronto. La partie sud du parc se situe autour de l'embouchure de la rivière à Toronto et s'étend vers le nord jusqu'à Markham, Pickering, Uxbridge et Whitchurch-Stouffville. Ce parc de 18,74 km2 a été créé le 15 mai 2015 dans le but de protéger un couloir entre la moraine de Oak Ridge et le lac Ontario
Depuis 2011, Parcs Canada s'efforce de nationaliser le parc de la Rouge et de presque doubler sa superficie. Une fois entièrement créé, le parc s'étendra sur 79,1 kilomètres carrés (30,5 mi²), soit environ 19 500 acres. Au 15 juin 2019, Parcs Canada gérait 95 % de la zone, le reste devant être transféré à l'avenir, dont 46 kilomètres carrés (18 mi²) avaient été officiellement désignés en vertu de la Loi sur le parc national urbain de la Rouge.

## Histoire

### Histoire naturelle
L'eau dû à la fonte des glaciers d'il y a 12 000 ans, a formé le lac Ontario ancestral, qui recouvrait toute cette région. Un grand lobe de glace, d'une épaisseur d'environ 20 mètres, a empêché le lac de s'écouler vers l'est, laissant les niveaux d'eau élevés tandis que le lac s'écoulait lentement vers le sud jusqu'à ce qui est aujourd'hui le fleuve Mississippi. Le lobe de glace s'est finalement retiré, drainant le lac vers le fleuve Saint-Laurent et formant les Grands Lacs tels que nous les voyons aujourd'hui.
Les affleurements de roches formés au cours de la dernière période glaciaire que l'on trouve dans le parc urbain national de la Rouge sont importants pour les géologues qui étudient l'activité sismique, en particulier le risque de tremblement de terre dans la région du Grand Toronto. Des failles sont visibles, indiquant une activité sismique importante entre 80 000 et 13 000 ans.
L'histoire humaine du parc urbain national de la Rouge remonte à plus de 10 000 ans. Les chasseurs nomades du paléolithique, les agriculteurs iroquoiens, les premiers explorateurs européens et la population suburbaine multiculturelle que l'on peut voir aujourd'hui autour du parc font tous partie de cette histoire. Depuis que l'homme a commencé à vivre dans la région des basses terres actuelles des Grands Lacs et du Saint-Laurent en Ontario, de nombreux groupes de personnes ont élu domicile sur les terres et les eaux aujourd'hui protégées dans le parc de la Rouge. Le fleuve et ses vallées, les hautes terres, les forêts et les zones humides, ainsi que les espèces animales et végétales qui y vivent, ont permis à de petits groupes nomades, puis à des établissements permanents plus importants, de survivre bien avant que l'urbanisation rapide du XXe siècle ne modifie radicalement le paysage.
Inspiré par le paysage de la rivière Rouge, F.H. Varley, l'un des célèbres peintres du Groupe des Sept, a peint les rives de la rivière Rouge à Markham dans les années 1950, pour garder un souvenir impérissable de leur beauté.